# Tempo di leggere
Tempo di leggere (Time Enough at Last) è l'ottavo episodio della prima stagione della serie televisiva statunitense Ai confini della realtà. Diretto da John Brahm, fu trasmesso in origine negli Stati Uniti il 20 novembre 1959 dalla CBS. In Italia venne trasmesso il 14 aprile 1962 e fu la prima puntata della serie ad essere mandata in onda. L'episodio è un adattamento di un racconto scritto da Lynn Venable (pseudonimo di Marilyn Venable). Tale racconto era apparso nel numero del gennaio 1953 della rivista di fantascienza If: Worlds of Science Fiction circa sette anni prima della messa in onda dell'episodio. Tempo di leggere divenne fin da subito uno degli episodi più celebri della serie e nel corso degli anni è stato oggetto di ripetute citazioni, omaggi e parodie. La storia racconta del modesto impiegato di banca Henry Bemis (interpretato da Burgess Meredith), avido lettore di libri, la cui passione per la lettura è ostacolata in tutti i modi dalla moglie e dal capufficio.

## Trama

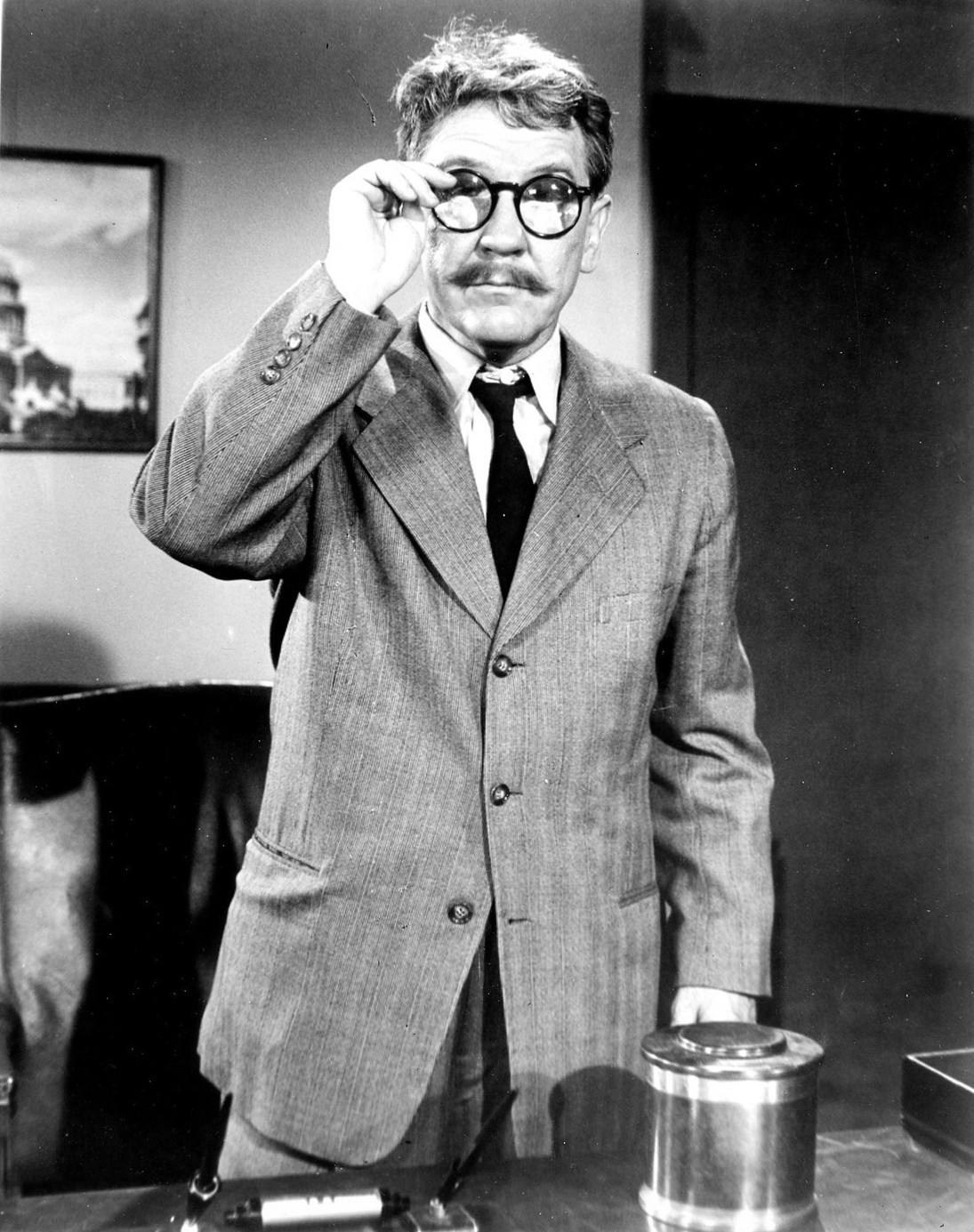
Burgess Meredith interpreta Henry Bemis in Tempo di leggere (Time Enough at Last).

Succube della moglie, il mite impiegato di banca ed appassionato lettore Henry Bemis sta lavorando presso la sua postazione lavorativa, mentre legge David Copperfield, cosa che spazientisce un cliente. Il furente capo di Bemis, e successivamente la petulante moglie, gli rimproverano entrambi di "sprecare il proprio tempo a leggere". In una sorta di scherzo crudele, la moglie arriva a chiedergli di leggerle una poesia tratta da uno dei suoi libri; ma quando un entusiasta Bemis si appresta a leggere, aprendo il libro, scopre che la gentile consorte ha cancellato ogni frase da esso tracciando delle righe nere, oscurando le parole. Pochi secondi dopo, la donna distrugge il libro in questione strappandone le pagine davanti agli occhi del costernato ed esterrefatto marito.
Il giorno seguente, come sempre, Henry si reca al lavoro e durante la pausa pranzo si rinchiude nel caveau della banca, dove potrà finalmente leggere indisturbato. Qualche attimo dopo aver visto un giornale che reca in prima pagina l'allarmante titolo "H-Bomb Capable of Total Destruction" ("Bomba H capace di distruzione totale"), un'enorme esplosione all'esterno della banca scuote il caveau, facendo svenire Bemis. Dopo aver ripreso conoscenza e rimessosi sul naso gli occhiali senza i quali è praticamente cieco, Bemis esce dal caveau e scopre con orrore che la banca è ridotta a un cumulo di macerie e che tutti sono morti. Lasciata la banca, osserva la devastazione nucleare che ha spazzato via l'intera città, e realizza di essere l'unico sopravvissuto sulla Terra dopo lo scoppio di una guerra termonucleare, salvatosi solo perché si era chiuso dietro le spesse mura del caveau della banca.
Ritrovandosi totalmente solo in un mondo postapocalittico, con scorte di cibo in abbondanza da consentirgli la sopravvivenza per anni ma nessuno con il quale dividerle, Bemis si fa prendere dal panico e dalla disperazione. Si prepara al suicidio decidendo di spararsi con un revolver trovato per caso tra le macerie, ma appena prima di premere il grilletto, scorge le rovine della biblioteca pubblica. All'interno della stessa, scopre che i libri sono intatti e non sembrano aver subito danni; ed ora sono tutti a sua completa disposizione. Ora potrà finalmente leggere quanto vuole, senza limitazione di tempo, e senza nessuno che cerchi di impedirglielo o che lo rimproveri per la sua passione.
Henry inizia a catalogare con cura tutti i libri che leggerà nei lunghi anni solitari che gli si prospettano davanti, con grande eccitazione. Proprio quando si china per raccogliere uno dei libri, inciampa, e gli occhiali gli cadono per terra infrangendosi. Scioccato, raccoglie quanto resta degli occhiali senza i quali è praticamente cieco, ed esclama: «Non è giusto. Non è affatto giusto. C'era tempo ora. C'era... tutto il tempo di cui avevo bisogno ... Non è giusto! Non è giusto!», circondato da tutti i libri che ora non potrà mai più leggere.

## Produzione
Tempo di leggere fu uno dei primi episodi sceneggiati per The Twilight Zone. Introdusse nella serie Burgess Meredith; attore che in seguito avrebbe interpretato altri tre episodi de Ai confini della realtà. Meredith rimase talmente legato alla serie, che molti anni dopo svolse anche la funzione di voce narrante nel film del 1983 Ai confini della realtà, dove si fa riferimento a Time Enough at Last durante la sequenza di apertura, nella scena in cui dei personaggi parlano in dettaglio dell'episodio.
Le scene in esterni sui gradini della scalinata della biblioteca furono girate svariati mesi dopo la fine della produzione dell'episodio. Questi scalini sono gli stessi visibili come esterno dell'edificio pubblico degli Eloi nel film  L'uomo che visse nel futuro del 1960. Il regista John Brahm ricevette una nomination al premio Directors Guild Award per il lavoro svolto sull'episodio. Il libro che Bemis sta leggendo nel caveau della banca al momento dell'esplosione della bomba atomica è A History of the Life and Voyages of Christopher Columbus di Washington Irving.

## Tematiche

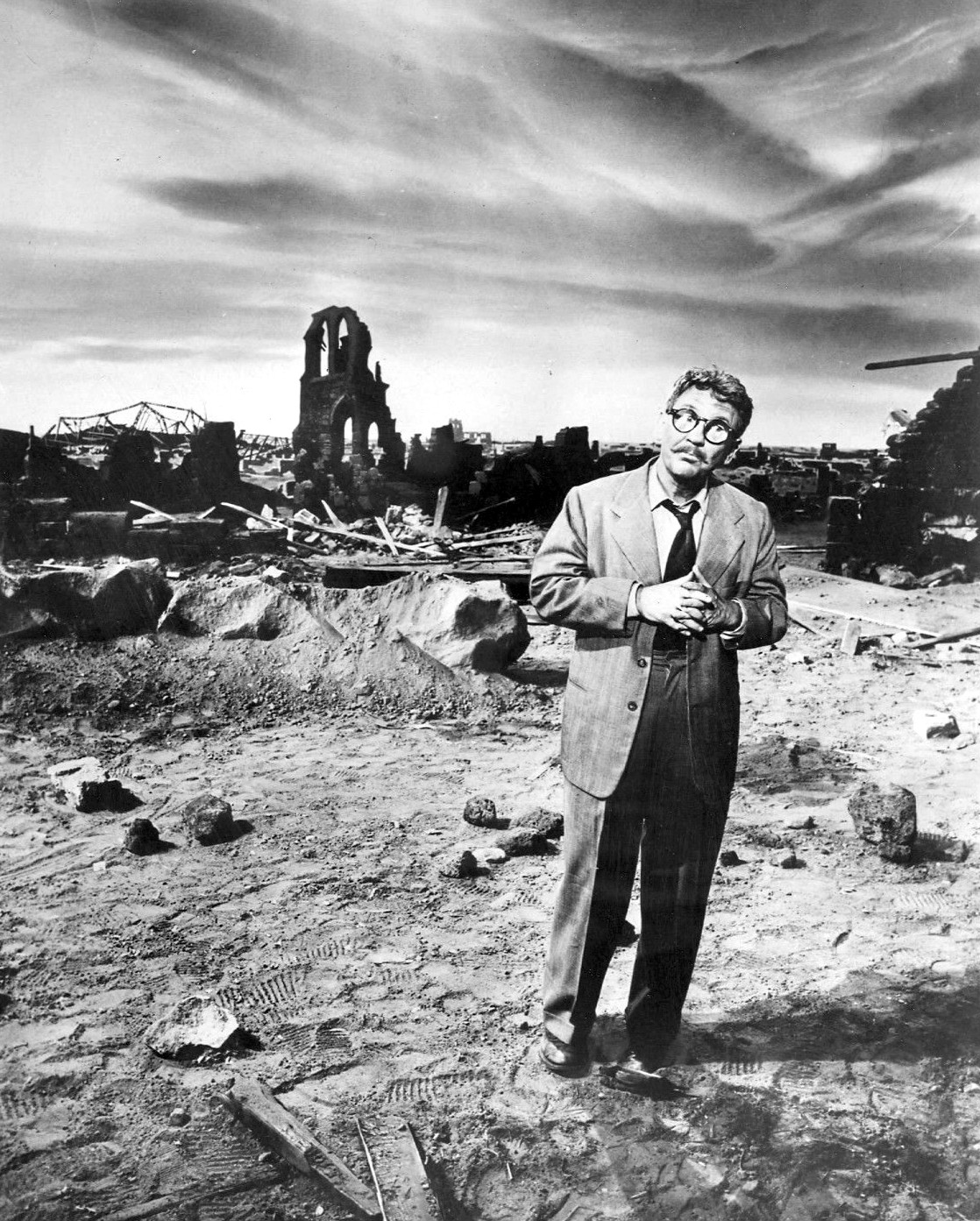
Henry Bemis si ritrova solo in un mondo devastato dallo scoppio di una bomba H.

Sebbene il messaggio principale insito nella storia possa sembrare essere "fai attenzione a ciò che desideri", esistono anche altre tematiche trattate nell'episodio. Di primaria importanza tra queste è la questione dell'angoscia della solitudine, incarnata dal momento del quasi suicidio di Bemis. Inoltre, la rappresentazione dell'atteggiamento della società nei confronti dei libri parla del declino contemporaneo della letteratura tradizionale e di come, con il passare del tempo, la lettura possa diventare una reliquia del passato. Allo stesso tempo, il finale "punisce Bemis per il suo comportamento asociale, e il suo desiderio più grande viene frustrato".
Anche se Time Enough at Last sottintende solo il fatto che un conflitto nucleare abbia sterminato l'umanità, il critico cinematografico Andrew Sarris fece notare come il formato necessariamente non realistico dell'episodio possa aver permesso la sua produzione senza incappare in problemi di censura:
Nell'era di Internet e degli eBook, l'ironia dipinta in Time Enough at Last ha una sua controparte reale e di attualità, secondo Weston Ochse di Storytellers Unplugged. Come fatto notare da Ochse, quando Bemis diventa l'ultimo uomo sulla Terra, finalmente ha tempo di leggere, con tutti i libri a disposizione e l'unico impedimento è di carattere tecnologico, sono infatti i suoi occhiali rotti, senza i quali non può avervi accesso. In un ipotetico futuro dove tutti i libri vengono pubblicati solo in formato digitale, Ochse osserva, leggere sarà possibile solo grazie all'elettricità "accendendo un interruttore", e se qualcosa andasse storto e un disastro naturale cancellasse la tecnologia moderna, tutto il sapere umano andrebbe perduto in un mondo dove la gente per avere accesso a un libro può esclusivamente farlo da un computer.

## Accoglienza
Tempo di leggere ebbe ottimi ascolti alla prima messa in onda e divenne istantaneamente un "classico". L'episodio è "una delle puntate più memorabili ed amate di The Twilight Zone" secondo Marc Zicree, autore di The Twilight Zone Companion. In un sondaggio tra i lettori della rivista Twilight Zone Magazine, Time Enough at Last venne votato l'episodio migliore della serie, con To Serve Man classificatosi secondo con grande distacco. Nella presentazione su TV Land della TV Guide "100 Most Memorable Moments in Television", Tempo di leggere si classificò alla posizione numero 25. Nel corso di un'intervista, Rod Serling citò Time Enough at Last come uno dei suoi due episodi preferiti dell'intera serie, insieme a The Invaders.

## Riferimenti nella cultura di massa

### Cinema
Nel film Ai confini della realtà (1983), Albert Brooks racconta l'episodio a Dan Aykroyd mentre i due stanno guidando in un tratto isolato di autostrada. «Questa cosa mi mandò fuori di testa quando avevo sette anni!» dice il personaggio di Brooks, aggiungendo: «Comprai un secondo paio di occhiali nel caso mi fosse successo veramente».

### Fumetti
Simpsons Comics, la versione a fumetti de I Simpson, pubblicò una storia intitolata The Last Fat Man, parzialmente basata su Time Enough at Last. La storia include una breve scena dove Homer Simpson scaccia via un uomo occhialuto che sta leggendo un libro in un bunker nucleare, così da prenderne possesso lui e poterci mangiare dentro, riparandosi involontariamente in esso.

### Televisione
L'episodio di Modern Family intitolato Airport 2010 cita Time Enough at Last quando lo schermo del lettore elettronico di Jay si rompe. Jay butta per terra il vetro rotto mentre dice: «Non è giusto. Questo non è giusto».
Nell'episodio numero 12 della prima stagione della serie televisiva Revolution, intitolato Fantasmi, il personaggio di Jim Hudson assume il nome di "Henry Bemis". Henry (Jim) è diventato il bibliotecario della città, fino a quando Miles lo convince ad aiutare i ribelli e a riprendersi la sua vera identità.
La frase: "Seconds, minutes, hours, they crawl by on hands and knees" viene citata nella puntata Il demone della velocità della seconda stagione della serie animata Le Superchicche (The Powerpuff Girls), dove il cattivo, HIM, tormenta le Superchicche prima di rivelare loro che sono giunte inconsapevolmente cinquant'anni avanti nel futuro, in una città chiamata Townsville da lui controllata.
Nella quattordicesima stagione de I Simpson, l'episodio Le forti braccia di mamma, vede un postino che resta accidentalmente intrappolato sotto una macchina davanti alla casa dei Simpson. Egli vuole leggere The Twilight Zone Magazine ma scopre che i suoi occhiali si sono rotti nel corso dell'incidente e dice: «Questo non è affatto giusto!», mentre la musica de Ai confini della realtà si sente in sottofondo.
In Futurama lo show The Scary Door è una parodia di The Twilight Zone, e cita apertamente il finale di Time Enough at Last. Quando l'uomo nella puntata perde i propri occhiali, realizza di riuscire ancora a leggere scritte in caratteri grandi, ma gli cascano addirittura i bulbi oculari, quando allora dichiara di poter comunque sempre leggere in braille, gli cascano le mani, e quando urla in preda al panico, gli casca la lingua ed infine l'intera testa.
Nell'episodio Wasted Talent de I Griffin, è presente una scena simile al finale di Time Enough at Last. Nella versione de I Griffin, una cellula cerebrale solitaria scopre che è l'ultima del suo genere (dato che Peter ha bevuto così tanto alcol che Brian si preoccupa del fatto che possa aver ucciso ogni suo neurone), e con un libro in mano e pile di altri libri che la circondano, quando si prepara alla lettura, i suoi occhiali si frantumano, e quindi sconcertata, la cellula li raccoglie e dice: «No! Questo non è giusto!».
I titoli di chiusura del The Drew Carey Show, stagione 5, episodio 1, Y2K, You're OK, includono una parodia della scena finale di Tempo di leggere, dove Drew è lasciato solo nel rifugio anti-bomba con la sua "letteratura", in questo caso riviste pornografiche, dopo un'esplosione nucleare, solo per ritrovarsi con gli occhiali rotti alla stessa maniera di Henry Bemis, e finire per ripetere le stesse parole di Burgess Meredith.
In Fear the Walking Dead, nell'episodio Buried (stagione 4), Nick e Luciana si trovano in una biblioteca abbandonata quando vedono, in mezzo a un mucchio di libri insanguinati sul pavimento, un paio di occhiali rotti che assomigliano a quelli di Henry Bemis in Tempo di leggere. Nelle vicinanze, inoltre vedono uno zombie che, da vivo, si era tagliato le vene dei polsi, presumibilmente suicidandosi per il fatto di non poter più leggere senza gli occhiali.

### Musica
Time Enough at Last è il titolo di una canzone dei The Fall inclusa nell'album Code: Selfish del 1992. Titolo poi riutilizzato anche per un loro album raccolta del 2003.

### Videogiochi
Il videogame per PC Fallout Tactics (2001) include tra gli scenari una biblioteca situata in un mondo desolato dove il giocatore deve ritrovare gli occhiali persi per poter leggere i suoi libri.